# Okręg wyborczy Bere Alston
Okręg wyborczy Bere Alston powstał w 1584 r. i wysyłał do angielskiej, a następnie brytyjskiej, Izby Gmin dwóch deputowanych. Okręg położony był w hrabstwie Devon. Został zlikwidowany w 1832 r.

## Deputowani do brytyjskiej Izby Gmin z okręgu Bere Alston

### Deputowani w latach 1584–1660
- 1584–1585: Edward Montagu
- 1584–1585: Edward Phelipps
- 1586–1587: Charles Blount
- 1586–1587: Nicholas Martyn
- 1588–1589: Richard Spencer
- 1588–1589: Ferdinand Clarke
- 1593: Charles Blount
- 1593: Thomas Burgoyne
- 1597–1598: Jocelyn Blount
- 1597–1598: George Crooke
- 1601: Charles Lister
- 1601: John Langford
- 1604–1606: Arthur Atye
- 1604–1611: Richard Strode
- 1606–1611: Humphrey May
- 1614: Thomas Crewe
- 1614: Richard White
- 1621–1625: Thomas Keightley
- 1621–1622: Thomas Wise
- 1624–1629: William Strode
- 1625: Thomas Cheeke
- 1625–1629: Thomas Wise
- 1640–1646: William Strode
- 1640: John Harris
- 1640: Thomas Cheeke
- 1640–1641: Hugh Pollard
- 1641–1648: Charles Pym
- 1646–1648: Francis Drake
- 1659: John Maynard
- 1659: Elisha Crymes

### Deputowani w latach 1660–1832
- 1660–1679: John Maynard
- 1660–1660: George Howard
- 1660–1661: Richard Arundell
- 1661–1662: George Howard
- 1662–1665: Richard Arundell
- 1665–1679: Joseph Maynard
- 1679–1681: William Bastard
- 1679–1681: John Trevor, torysi
- 1681–1685: Duncombe Colchester
- 1681–1685: John Elwill
- 1685–1689: John Maynard
- 1685–1689: Benjamin Bathurst
- 1689–1690: John Elwill
- 1689–1689: John Holt
- 1689–1690: John Trevor, torysi
- 1690–1691: Francis Drake
- 1690–1694: John Swinfen
- 1691–1695: John Smith
- 1694–1695: Henry Hobart
- 1695–1698: John Elwill
- 1695–1698: Rowland Gwynne
- 1698–1701: John Hawles
- 1698–1701: James Montagu
- 1701–1701: Rowland Gwynne
- 1701–1715: Peter King
- 1701–1705: William Cowper
- 1705–1710: Spencer Cowper
- 1710–1722: Lawrence Carter
- 1715–1717: Horatio Walpole
- 1717–1721: Edward Carteret
- 1721–1721: Philip Cavendish
- 1721–1727: St John Broderick
- 1722–1724: John Hobart
- 1724–1727: Robert Rich
- 1727–1728: John Hobart
- 1727–1728: Francis Henry Drake
- 1728–1734: Archer Croft
- 1728–1734: Henry Howard, lord Howard de Walden
- 1734–1734: William Morden
- 1734–1740: Francis Henry Drake
- 1734–1741: John Bristow
- 1740–1747: Samuel Heathcote
- 1741–1754: William Morden
- 1747–1771: Francis Drake
- 1754–1761: John Bristow
- 1761–1780: George Hobart
- 1771–1774: Francis William Drake
- 1774–1780: Francis Henry Drake
- 1780–1780: lord Algernon Percy
- 1780–1781: George Macartney, 1. baron Macartney
- 1780–1790: William Feilding, wicehrabia Feilding
- 1781–1784: Laurence Cox
- 1784–1787: Richard Wellesley, 2. hrabia Mornington, torysi
- 1787–1788: Charles Rainsford
- 1788–1799: John Mitford
- 1790–1796: George Howland Beaumont, torysi
- 1796–1806: William Mitford
- 1799–1831: George Percy, lord Lovaine
- 1806–1820: Josceline Percy
- 1820–1825: Henry Percy
- 1825–1830: Percy Ashburnham
- 1830–1831: Christopher Blackett
- 1831–1832: David Lyon
- 1831–1832: Algernon Percy, lord Lovaine, torysi